# Raúl Coloma
Raúl Ernesto Coloma Rivas (Santiago, 9 de julio de 1928-12 de octubre de 2021) fue un futbolista profesional chileno, que jugaba en la posición de portero. Fue seleccionado entre 1955 y 1960, y se retiró de la actividad a los 47 años, en 1975, por lo que tiene el récord de ser el futbolista chileno que más años estuvo en el profesionalismo.

## Trayectoria
Realizó las inferiores en Unión Española y en 1950 debutó en el profesionalismo en Ferrobádminton, equipo surgido de la fusión de Ferroviarios y Badminton. En 1965 pasó a las filas de Municipal Santiago. Luego de actuar como futbolista amateur entre 1968 y 1970, volvió al profesionalismo para jugar en Ferroviarios, donde finalmente se retiró en 1975, con 47 años.

## Selección nacional
Fue seleccionado entre 1955 y 1960, y completó 15 encuentros con la Roja. En 1959 reemplazó en su despedida a Sergio Livingstone, a los segundos de haber empezado el encuentro frente a Argentina en el Estadio Nacional. El partido terminó 4:2 a favor de Chile y se convirtió en el primer triunfo de la Roja frente al conjunto albiceleste.

### Participaciones en Copa América
| Torneo                       | Sede      | Resultado     |
| ---------------------------- | --------- | ------------- |
| Campeonato Sudamericano 1959 | Argentina | Quinto puesto |

## Clubes
| Club               | País  | Año       |
| ------------------ | ----- | --------- |
| Ferrobádminton     | Chile | 1950-1964 |
| Municipal Santiago | Chile | 1965-1967 |
| Ferroviarios       | Chile | 1971-1975 |